# 베르톨트 5세 폰 체링겐 공작
베르톨트 5세 폰 체링겐 공작(독일어: Herzog Berthold V. von Zähringen: 1160년 ~ 1218년 2월 18일)은 마지막 체링겐 공작이다. 재위기간은 1186년에서 1218년 사망할 때까지이며, 전 공작 베르톨트 4세와 하일비히 폰 프로흐부르크의 아들이다.
1186년 부친의 뒤를 이어 공위에 오른 베르톨트 5세는 부르군트 귀족들의 권력을 축소시키고 베른고원과 루체른 일대를 개발했다. 1191년 툰을 확장하고 베른을 새로 세워 팽창정책의 거점으로 삼았다. 하지만 1211년 제1차 울리헨 전투에서 패배한 베르톨트 5세는 발리스를 정복하는 데 실패했다. 그 결과 1211년 10월 19일 조약을 맺고 사보이아가가 발리스에 대한 종주권을 갖고 있음을 인정해야 했다.
1198년 신성로마황제 하인리히 6세가 죽자 베르톨트 5세 역시 차기 황제 후보로 물망에 올랐다. 베르톨트 5세는 쾰른과 트리어의 대주교들의 지지를 얻고자 자기 조카들을 볼모로 보내기도 했다. 하지만 호엔슈타우펜가의 필리프 폰 슈바벤 공작이 이미 다수표를 얻었다는 것을 알게 되자 황제 선거 도전을 포기했다. 이 포기의 대가로 베르톨트는 오늘날의 남독일에서 북스위스에 걸친 영토를 얻게 되었다. 뿐만 아니라 1198년 필리프는 베르톨트에게 3,000 은마르크의 현금도 얹어 주었다.
같은 해 베르톨트 5세는 부르군트계 귀족들의 봉기를 분쇄했으며, 그 사건은 프라이부르크 성문에 기록되었다.
1200년 베르톨트는 프라이부르크 교구 교회를 로마네스크 양식으로 재건하기 시작했다. 1240년경 건축 양식이 고딕으로 바뀌었지만 공사는 계속되었고 1360년 초기 공사가 완료되었다. 그 뒤 150년간 세부공사를 더 하고 나서야 완전히 완성되었으니, 이 건물이 오늘날의 프라이부르크 대성당이다.
베르톨트 5세는 프랑스의 에티엥 3세 드 오손 백작의 누이 클레멘티아와 결혼했다. 두 사람 사이에 아들 베르톨트 6세가 태어났지만 6세는 1216년 아버지보다 먼저 죽었다. 베르톨트 5세가 다른 아들을 보지 못한 채 1218년 죽으면서 체링겐 공작가의 남계 혈통은 단절된다. 체링겐 공국은 개역되어 제국자유령으로 돌려지거나 우라흐가(프라이부르크 백작가), 키부르크가, 퓌르스텐베르크가에게 분배되었다.

## 참고 자료
- Emmerson, Richard Kenneth; Clayton-Emmerson, Sandra, 편집. (2006). Key Figures in Medieval Europe: An Encyclopedia. Taylor & Francis.
- Lyon, Jonathan R. (2013). Princely Brother and Sisters: The Sibling Bond in German Politics, 1100-1250. Cornell University Press.
- Previte-Orton, C. W. (1912). The Early History of the House of Savoy: 1000-1233. Cambridge at the University Press.